# Schempp-Hirth Flugzeugbau
La Schempp-Hirth Flugzeugbau GmbH è un'azienda aeronautica tedesca specializzata nella produzione di alianti.

## Storia

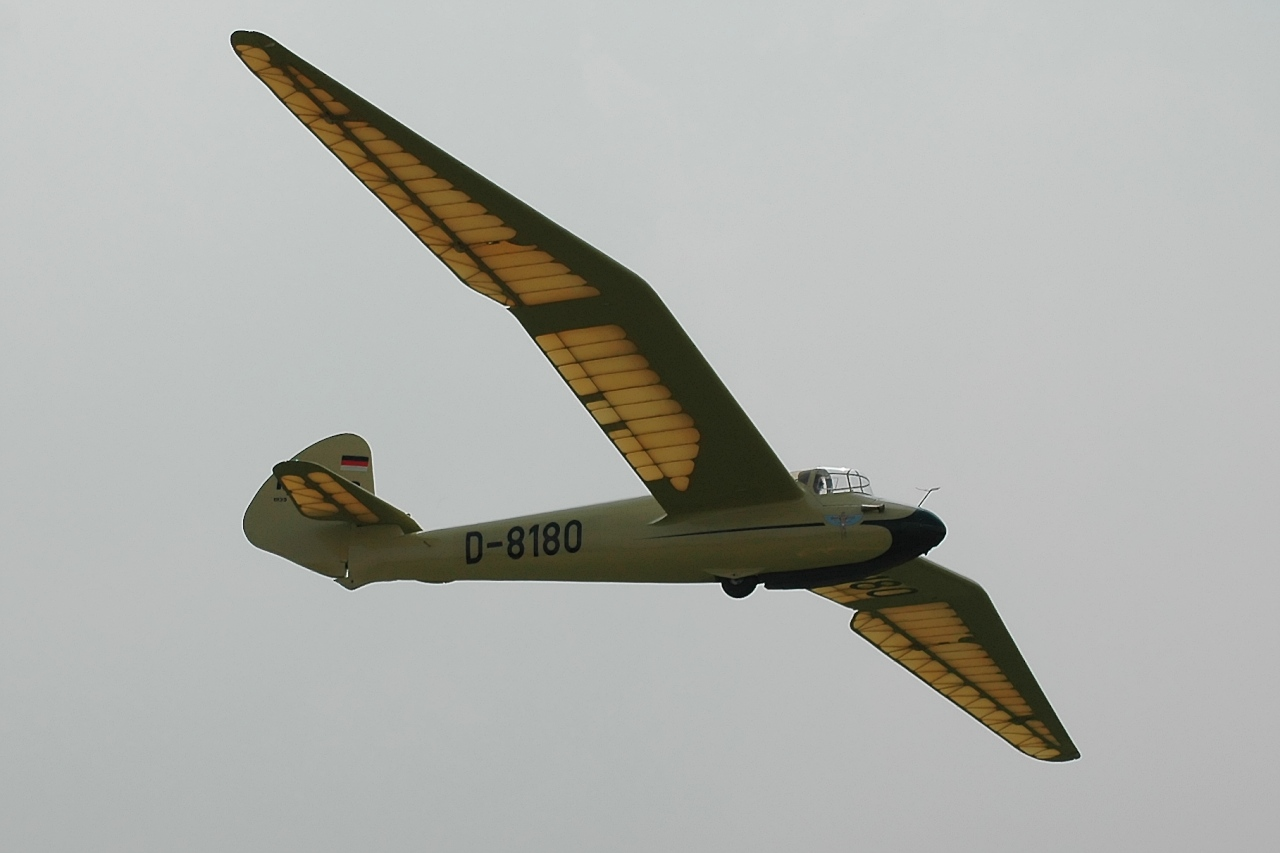
Il Göppingen Gö 3 Minimoa in volo.

Il Göppingen Gö 1 Wolf in primo piano.

Nel 1935, grazie alla collaborazione di Wolf Hirth, Martin Schempp fondò a Göppingen l'azienda che portava il suo nome, la Sportflugzeugbau Göppingen Martin Schempp. Nel 1938, Wolf Hirth, già principale responsabile della progettazione, diventò ufficialmente partner della società che da quel momento assunse la denominazione "Sportflugzeugbau Schempp-Hirth" e che si trasferì a Kirchheim-Teck quello stesso anno.
Il primo velivolo prodotto dall'azienda fu l'aliante Göppingen Gö 1 Wolf, realizzato per creare un'alternativa nel mercato all'onnipresente Grunau Baby, ma il successo commerciale venne conquistato con il Göppingen Gö 3 Minimoa, prodotto lo stesso anno.
Durante la seconda guerra mondiale, l'azienda produsse gli alianti da addestramento DFS Habicht inoltre assemblava gli impennaggi di coda dei caccia Messerschmitt Bf 109. Inoltre costruì il Göppingen Gö 9, un aereo sperimentale realizzato per testare la fattibilità della soluzione, ideata da Claude Dornier, di posizionare un'elica in configurazione spingente all'estremità posteriore della fusoliera, la cui esperienza porterà alla produzione del Dornier Do 335 Pfeil.
Al termine del conflitto, a causa delle restrizioni imposte dalla sconfitta della Germania nazista, all'azienda fu negato il permesso di continuare l'attività in campo aeronautico e venne riconvertita per la produzione tra l'altro, di letti, carriole e mobili radio. Nel 1951, vennero revocate le restrizioni e l'azienda tornò all'attività originale ricominciando la produzione di alianti.
Alla morte di Wolf Hirth, avvenuta nel 1959, il posto di progettista rimase vacante fino al 1964 quando Martin Schempp lo affidò a Klaus Holighaus, neolaureato alla università tecnica di Darmstadt e già membro della sua Akaflieg. Holighaus era inoltre un ottimo pilota e membro regolare della squadra nazionale tedesca di volo a vela. Nel 1970 venne ulteriormente ingrandita l'azienda con l'assunzione di nuovo personale tecnico e nel 1972 Holighaus venne promosso amministratore delegato della Schempp-Hirth. Dal 1977 divenne unico proprietario dell'azienda fino alla sua morte, avvenuta nel 1994 durante un incidente di volo con il suo aliante, lasciando moglie e figli che da quel momento assunsero il controllo dell'azienda.
I modelli progettati dalla Schempp-Hirth sono stati realizzati anche al di fuori dei propri impianti di produzione, inoltre sono stati prodotti su licenza.

## Velivoli prodotti
- Göppingen Gö 1 Wolf I, 1935.
- Göppingen Gö 3 Minimoa, 1936.
- Göppingen Gö 4
- Göppingen Gö 5, 1937

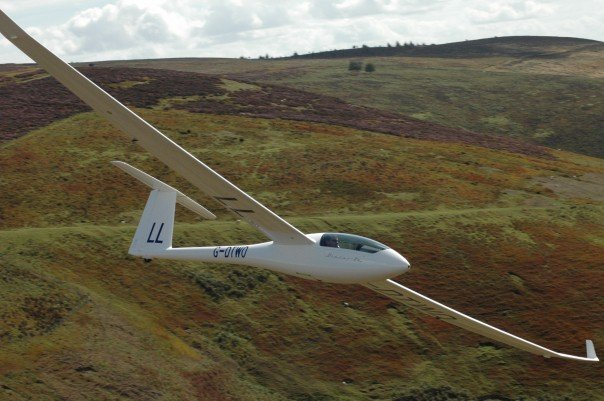
Uno Schempp-Hirth Discus in volo

- Göppingen Gö 9, aereo sperimentale.
- Standard Austria
- Cirrus
- Standard Cirrus
- Discus
- Discus-2
- Ventus
- Ventus-2
- Nimbus
- Nimbus-2
- Nimbus-3
- Nimbus-4
- Mini-Nimbus
- Janus
- Duo Discus
- Quintus
- Arcus